# ۱۵۲ (قمری)
۱۵۲ (قمری)، صد و پنجاه و دومین سال در گاهشماری هجری قمری است. اول محرم این سال برابر با هجدهم ژانویه سال ۷۶۹ میلادی است.